# Opera Națională București
Opera Națională București este una din cele patru Opere naționale din România, fiind cel mai mare teatru liric al țării.

## Istoric
Denumirea de „Opera Română” fusese utilizată cu mult timp înaintea unei clădiri special destinate teatrului liric din capitala României. Compozitorul, dirijorul, cântărețul și profesorul român George Stephănescu a fost cel care a luptat mereu pentru fondarea acestei instituții artistice, pe care a întemeiat-o sub denumirea de Compania Opera Română.
Trupa lirică bucureșteană s-a lansat sub nume propriu la 8 mai 1885, prezentând progresiv un repertoriu din ce în ce mai bogat și mai ales. Spectacole de operetă și operă comică mai fuseseră organizate în acea perioadă, facilitate de apariția în 1877 a Legii teatrelor, care stipulau existența unei secții de operă în cadrul Teatrului Național. Aceste spectacole, în limba română, apăreau sub egida Teatrului și pe afișele acestuia. La început repertoriul consta mai ales din opere italiene și franceze de mare popularitate, dar și opere comice din creația națională, în care au apărut pe scena bucureșteană primele mari voci românești.
Deși existența unei trupe artistice românești de teatru liric, sub numele de Compania Opera Română, s-a făcut cunoscută încă din 1885, înființarea Operei Române ca instituție independentă și finanțată de la buget s-a realizat abia în 1921. Premiera absolută s-a făcut cu opera Lohengrin sub bagheta lui George Enescu. Autoritățile au oscilat apoi între perioade în care au finanțat Opera direct sau altele în care au încredințat-o prin antrepriză unor particulari.

## Clădirea operei

Interiorul sălii de spectacole

Candelabrul central

Foaierul, extins pe două etaje

Fațada, cu cele patru statui și două basoreliefuri

Actuala clădire a Operei Române, cu o capacitate de 952 locuri, a fost ridicată în 1953, după planurile arhitectului Octav Doicescu, sub denumirea de Teatrul de Operă și Balet în vederea a două două ample manifestări internaționale: al treilea Congres Mondial al Tineretului (25-30 iulie) și al patrulea Festival Mondial al Tineretului și Studenților (2-14 august), dar a fost inaugurată abia la 9 ianuarie 1954, cu spectacolul Dama de pică, operă de Piotr Ilici Ceaikovski. Fațada clădirii, modificată față de ideea inițială a arhitectului, are un portic cu 3 arcade monumentale, împodobite cu statuile a patru muze, și trei uși de acces, care permit intrarea în holul fastuos înălțat pe două nivele. Clădirea este clasată pe lista monumentelor istorice din București cu codul B-II-m-B-19004.
Sala de spectacole are forma de potcoavă. Scena are 24 m lățime, 20 m adâncime și 30 m înălțime. La ultimul etaj există Muzeul Operei. În parcul din fața clădirii se află statuia marelui muzician George Enescu, o sculptură în bronz de Ion Jalea. Tot în fața clădirii, dar privind spre intrare, se află bustul compozitorului Gheorghe Stephănescu (1843 – 1925), fondatorul Operei Române.
Pe fațada clădirii, în locul a două arcade mai mici, care le încadrau inițial pe cele trei mari, au fost montate două basoreliefuri, unul care înfățișează o scenă de operă (sculptori Zoe Băicoianu și Boris Caragea), iar celălalt, zborul unor balerini (sculptor Ion Vlad). În sala de spectacole se găsește un candelabru cu 100 de brațe de cristal aurit.
Ocazional se țin spectacole și în Foaierul Galben, care are o capacitate de maxim 200 locuri.

## Logo
Opera Națională București a adoptat un însemn heraldic, creat de heraldistul Tudor-Radu Tiron, și un logo în latină : ARS GRATIA ARTIS care înseamnă artă pentru artă sau, cuvânt cu cuvânt, arta este recompensa artei.
„ Este o identitate vizuală care face trimitere la tradițiiale artei lirice din România și promovează activitățile Operei. Am avut în vedere, în partea centrală, soarele lui Helios reprezentându-l pe zeul Apollo ca patron al artelor, înconjurat de nouă stele reprezentându-le pe cele nouă muze, dintre care două sunt implicate cu precădere în activitatea Operei: este vorba de muza cântului și a dansului reprezentată în partea dextră, printr-un personaj feminin ținând o liră, iar în partea cealaltă se află muza tragediei, reprezentând specificul teatral al Operei, ținând ca element de identificare o mască. În partea inferioară a compoziției se află deviza „Artă pentru artă”, un concept filosofic al secolului al XIX-lea simbolizând căutarea perfecțiunii în pofida tuturor opreliștilor sociale sau de formare intelectuală sau profesională a artiștilor. De jur împrejur vedem un mantou care, deși inspirat din cel din stema regală de la 1921, reprezintă cortina Operei.
 ”— Tudor-Radu Tiron  

## Soliști
Baritoni:
- Petre Ștefănescu Goangă
- Nicolae Herlea
- Dan Iordăchescu
- Ladislau Konya

Bași:
- Pompeiu Hărășteanu

Dirijori:
- Vlad Conta
- Iurie Florea
- Adrian Morar
- Ciprian Teodorașcu
- Cornel Trăilescu

Mezzo-soprane:
- Maria Moreanu
- Elena Cernei

Soprane: 
- Veronica Anușca
- Irina Dogeanu
- Irina Iordăchescu
- Ileana Cotrubaș

Tenori:
- Liviu Emanuel Indricău
- Alin Stoica

Balet:
Prim-soliști balet:
- Bogdan Cănilă
- Cristina Dijmaru
- Mihaela Soare
- Robert Enache
- Simona Șomăcescu
- Ovidiu Matei Iancu

## Galerie de imagini

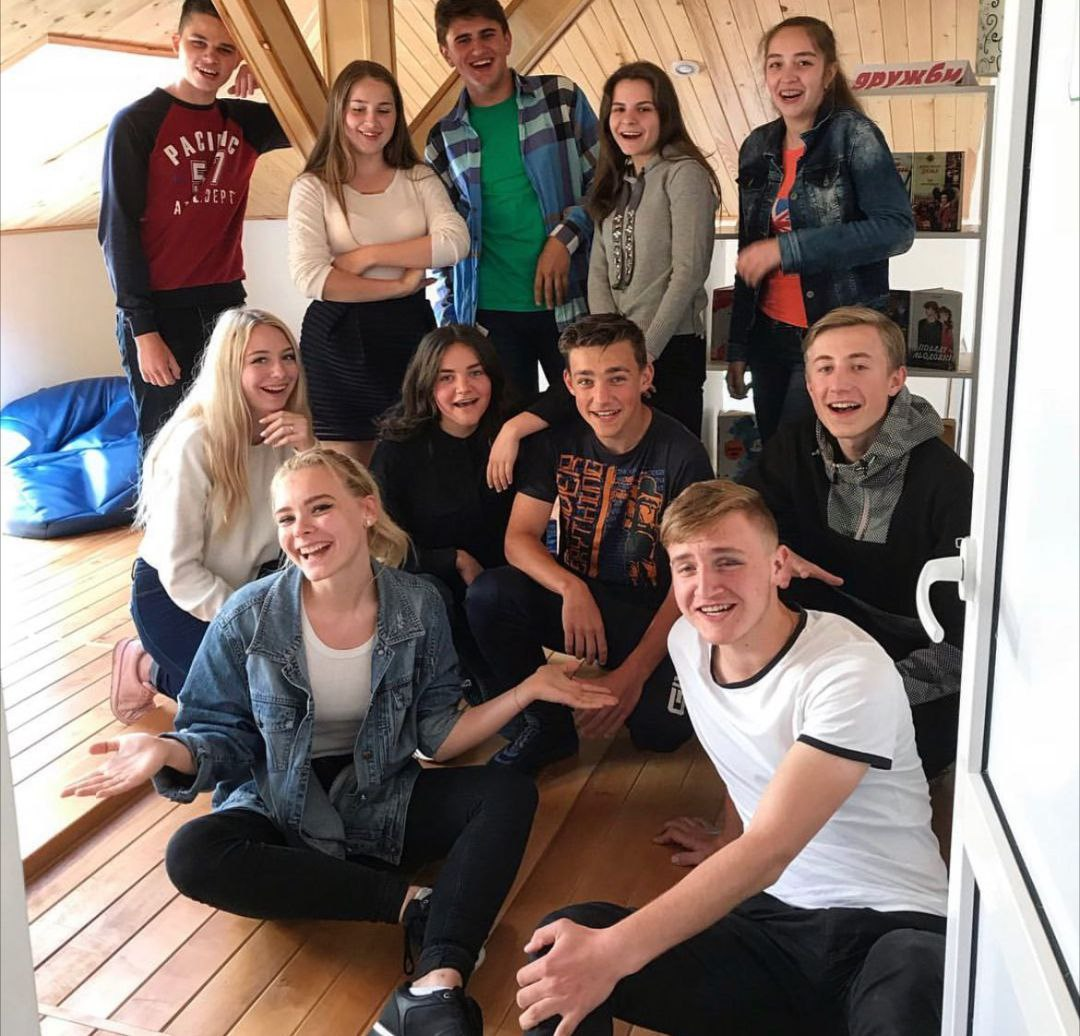
Muza 1
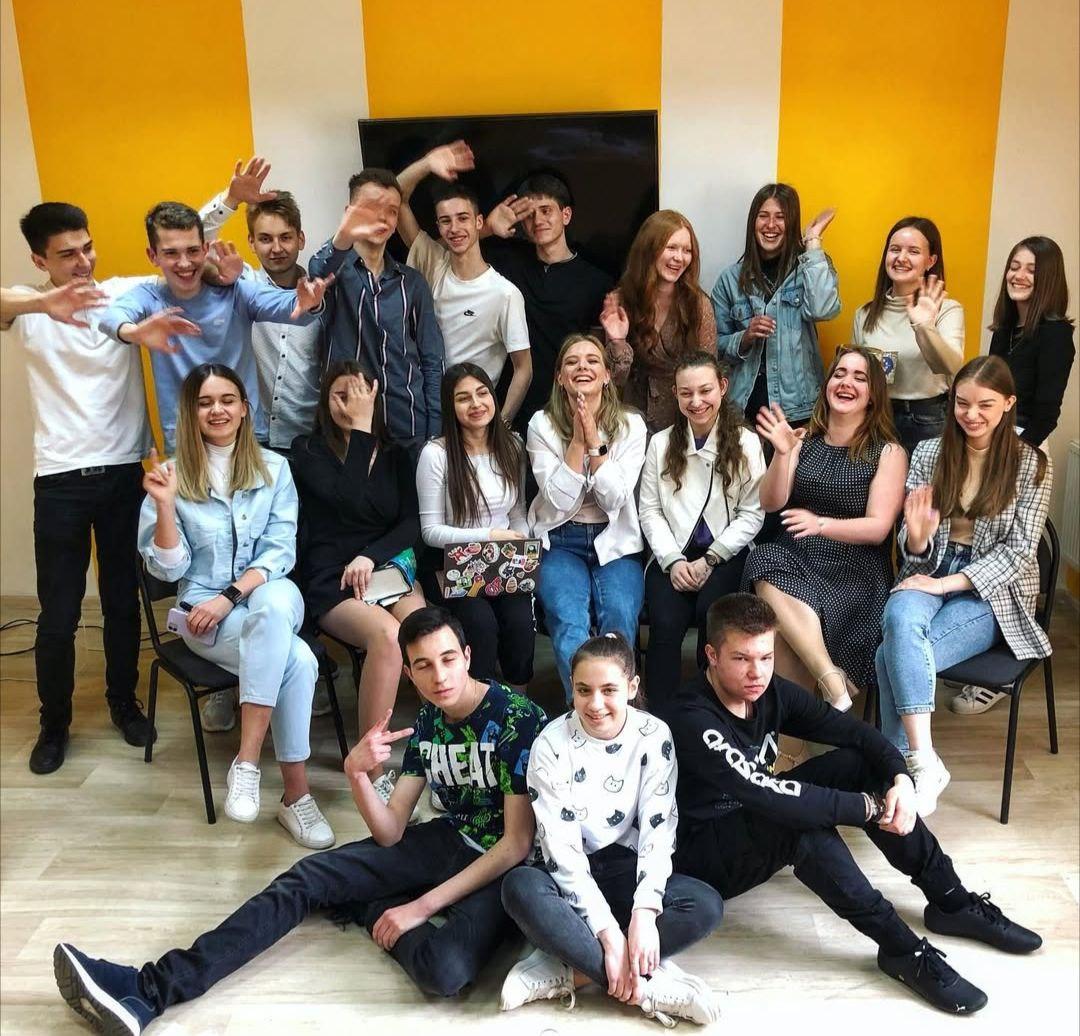
Muza 2
Muza 3
Muza 4
Basorelief pe fațada Operei Române din București, în stânga intrării. Sculptori: Zoe Băicoianu și Boris Caragea
Statuia lui George Enescu, sculptată de Ion Jalea, instalată pe peluza din fața Operei Naționale București
Basorelief pe fațada Operei Române din București, în dreapta intrării. Sculptor: Ion Vlad